# 3 Inches of Blood
3 Inches of Blood (zkratka 3IoB) je kanadská heavy metalová kapela z Vancouveru (Britská Kolumbie) založená v roce 1999. Jsou ovlivněni kapelami z doby, která je známá jako Nová vlna britského heavy metalu (na přelomu 70. a 80. let). Těmito kapelami jsou například Iron Maiden či Judas Priest. Před vznikem 3IoB, byli Cam Pipes a Justin Hagberg členy black metalové kapely Allfather. Když bylo Pipesovi 10 let, zpíval ve školním pěveckém sboru.

## Historie

### Začátky a éraBattlecry Under a Wintersun
V kapele nejdříve působil jako zpěvák Jamie Hooper a to před příchodem Cama Pipese. Hooper, Sunny Dhak a Bobby Froese se shodli na názvu 3 IoB a poté přišel Cam Pipes. Ten slyšel jejich EP v domě klávesisty Steve Bayse, jeho dlouholetého přítele a bývalého spoluhráče. Původně byl Pipes požádán přidat se jako další zpěvák do skupiny, ale nakonec se stal stálým členem po výsledcích, které se ukázaly, že jsou přesně podle vkusu celé kapely. Jejich debutové album Battlecry Under a Wintersun bylo nahráno v roce 2002 a vydáno ve spolupráci s Teenage Rampage a Fashion Before Function. Toto album bylo později remasterováno a vydáno již novou nahrávací společností kapely - Minion Music. Album zůstalo téměř bez povšimnutí, dokud se Minion nerozhodli dát skupinu jako předskokany na turné s rockovou kapelou The Darkness. Touto zkušeností si získali hodně pozornosti, kritiky a uznání ve světě metalu, a kapela v roce 2004 podepsala smlouvu s nahrávací společností Roadrunner.

### Advance and Vanquish
V roce 2004 opustili skupinu bratři Trawickovi - bubeník a basista - Geoff a Rich. Nahradili je Matt Wood z doom/sludge/noise skupiny Goatsblood z Vancouveru a Brian Redman. Krátce poté skupinu opustili také kytaristé Sunny Dhak a Bob Froese, důvodem mělo být to, že "turné jim zabíralo veškerý čas a oni si potřebovali vyřešit určité osobní záležitosti". Smluvně byli svázáni s Bloodstone Press, tento závazek však skončil a společně s Mikem Payettem a Mattem Woodem založili rockovou skupinu Pride Tiger.
Skupina hraje styl více orientovaný na 70. léta, Wood prohlásil: "Nejsem metalista. Nikdo z nás není. Jsem si jistý, že jestli jste studoval 3 Inches of Blood, mohl jste si vybrat, ke komu ve skutečnosti patříme, že?". Sunny Bobbyho nahradili Justin Hagberg a Shane Clark. Společnost Roadrunner Records udělala reklamní kampaň, a skladba "Deadly Sinners", kterou obsahuje druhá deska Vanquish and Advance se objevila na mnoha CD sampler, kompilacích a dokonce i ve třech videohrách (Tony Hawk: Underground 2, Saints Row 2, a Brutal Legend). Začal velký tiskový humbuk okolo kapely, který hodně zapůsobil na vzrůst jejich popularity, která stoupla i díky turné v srpnu 2005 pod názvem Road Rage (s kapelami jako Machine Head a Chimaira). Tak 3IoB získali mnohem více fanoušků.